# Hélène Smith
Hélène Smith, de seu nome verdadeiro Catherine-Elise Müller (Martigny, 9 de dezembro de 1861 ― Genebra, 10 de junho de 1929) foi uma famosa psíquica francesa do final do século XIX que alegava ser a reencarnação duma princesa hindu e de Maria Antonieta, entre outros, bem como dizia se comunicar com marcianos.

## Biografia
Hélène, ou Élise, era filha de um comerciante húngaro. Na juventude, Hélène trabalhou como empregada numa casa comercial. Descobriu o Espiritualismo em 1891 e se integrou a um círculo de "desenvolvimento" espiritualista. Segundo seus colegas de crença, ela começou a demonstrar habilidades mediúnicas em 1892. Veio a se tornar muito conhecida em Genebra e aí conheceu Théodore Flournoy, psicólogo suíço, que a ajudou a desenvolver mais seus dons psíquicos. Seus alegados contatos com espíritos evoluíram das usuais comunicações em mesas para transes sonâmbulos, dos quais ela nada lembrava ao despertar (criptomnésia). Dizia ter um guia espiritual que se manifestava nela, Léopold, o qual era consultado por várias pessoas na época.

### Transes sonâmbulos
Comunicava-se também com diversas personagens históricas e nos transes incorporava vozes, modos de falar e caligrafias diferentes, conforme a personagem incorporada. Nesse estado ela descrevia imagens claras de suas próprias vidas anteriores, de sua estada em locais em épocas distantes, do planeta Marte e de outros planetas muito distantes. Ela escrevia comunicações em folhas de papel em diversas línguas, por exemplo, em língua e alfabeto marcianos, traduzindo-as para o francês, popularizando a psicografia.

### Princesa hindu
Foram bastante significativas, dentre outras, sua personagem e suas descrições quanto à incorporação do espírito da princesa hindu Simandini, filha de um xeque árabe e 11ª esposa do príncipe Sivruca de Canara (Índia), o qual teria tomado a fortaleza de Chandragiri em 1401. Nesses transes falava e escrevia em árabe e em sânscrito, línguas que supostamente não conhecia, fatos confirmados por especialistas em línguas orientais.[carece de fontes?]

### Marte
A partir de suas viagens a Marte produzia diversos desenhos gravuras, também informações sobre o alfabeto dessa civilização, diversos textos escritos em marciano. Narrava detalhadamente seus contatos com os marcianos, seres de aparência humanoide, citava o governante, Astané, da cidade que visitava. Descrevia a vegetação, as flores, as cidades, prédios, os veículos deslizante, sem rodas e sem cavalos. Informava sobre as festas, os costumes, os hábitos familiares, roupas, refeições do planeta, contava estórias sobre bebês, crianças e animais de estimação dessa civilização hipotética.

### Críticas
Embora Hélène fosse sempre sincera e segura em seus relatos, sem jamais entrar em contradições, mesmo que testada por especialistas, Flournoy manifestou dúvidas sobre seus transes sonâmbulos sobre Marte. Dizia que tudo o que a vidente descrevia era por demais "terrestre", muito inspirado em conhecimentos bem difundidos acerca do Oriente, sobretudo da Índia, China e Japão. O alfabeto marciano era, com suas 22 letras e pronúncias, e também a gramática dos textos eram excessivamente influenciados pela língua francesa. Alegava que o pai de Hélène que tinha especial dom para línguas e que sua mãe era tida como sensível, impressionável e nervosa. Na infância, segundo Flournoy era uma menina influenciável, imaginativa, como que "sonhando acordada" com locais remotos, planetas distantes, onde tinha contatos com espíritos de mortos como Alexandre, o Grande, Beethoven e Napoleão.

### Publicações
Em 1900, Hélène Smith se tornou famosa pela publicação do livro Des Indes à la Planète Mars ("Da Índia ao Planeta Marte") por Théodore Flournoy, o já citado professor de Psicologia da Universidade de Genebra. A médium e o psicólogo permaneceram muito próximos até 1899, primeira publicação de "Des Indes à la Planète Mars". O livro documentava suas diversas experiências em termos de 5 ciclos românticos:
- Ciclo Marciano
- Ciclo Ultramarciano
- Ciclo "Hindu"
- Ciclo "Oriental"
- Ciclo Real

O livro foi muito bem recebido pelo público, mas Élise (Hélène) se sentiu num mal entendido e não mais quis trabalhar com Flournoy, o qual, segundo ela, retratara os diversos ciclos como produtos de imaginações infantis  e sua linguagem marciana como uma língua construída.
Também em 1900, uma certa Sra. Jackson, rica espiritualista norte-americana que se impressionara com Élise Müller, lhe ofereceu um salário que permitiria à médium deixar seu trabalho e se dedicar somente a continuar com mais ciclos de sua obra. Élise passou também a pintar suas visões e particulares imagens religiosas de Jesus Cristo.
Hélène Smith foi conhecida pelos Surrealistas como a musa da psicografia, pois a consideravam como uma evidência do poder do Surreal e símbolo do conhecimento surrealista.